# Wendy Griner
Wendy Elizabeth Griner, née le 16 avril 1944 à Hamilton (Ontario), est une patineuse artistique canadienne, quadruple championne de son pays de 1960 à 1963, vice-championne du monde en 1962 et championne nord-américaine en 1963.

## Biographie

### Carrière sportive
Quadruple championne du Canada entre 1960 et 1963, elle devient vice-championne du monde en 1962 et championne nord-américaine en 1963.
Elle représente son pays aux Jeux olympiques d'hiver de 1960 à Squaw Valley, où elle est la plus jeune femme à représenter le Canada, et aux Jeux olympiques d'hiver de 1964 à Innsbruck.

## Palmarès
| Compétition                                                                                            | 1960 | 1961 | 1962 | 1963 | 1964 |
| Jeux olympiques d'hiver                                                                                | 12e  |      |      |      | 10e  |
| Championnats du monde                                                                                  | 7e   | CA   | 2e   | 4e   | 11e  |
| Championnats d'Amérique du Nord                                                                        |      | 2e   |      | 1re  |      |
| Championnats du Canada                                                                                 | 1re  | 1re  | 1re  | 1re  | 2e   |
| Légende : CA = Championnats du monde 1961 annulés à cause de la catastrophe aérienne du vol 548 Sabena |      |      |      |      |      |